# ギリシア悲劇
ギリシア悲劇（ギリシアひげき、古希: τραγῳδία、古代ギリシア語ラテン翻字: tragōͅdía、トラゴー(イ)ディア）は、古代ギリシアで、アテナイのディオニューシア祭において上演されていた悲劇またそれに範を取った劇をいう。ヨーロッパにおいては古典古代およびルネサンス以降、詩文芸の範例とみなされる。

## 概要
ギリシア悲劇を意味する「トラゴー(イ)ディア」（古希: τραγῳδία、古代ギリシア語ラテン翻字: tragōͅdía）は、「山羊」（ディオニューソスの象徴の1つ）を意味する「トラゴス」（古希: τράγος、古代ギリシア語ラテン翻字: trágos）と、「歌（頌歌）」を意味する「オー(イ)デー」（古希: ᾠδή、古代ギリシア語ラテン翻字: ōͅdḗ）の合成語であり、「山羊の歌」の意味。英語の「tragedy」等も、この語に由来する。
アリストテレスによれば、ギリシア悲劇はディオニューソスに捧げるディテュランボス（酒神讃歌）のコロス（合唱隊）と、その音頭取りのやり取りが発展して成立したものだという。
アテナイにおける悲劇の上演は競演の形を取り、競作に参加する悲劇詩人は、三つの悲劇（三部作、トリロギア）と一つのサテュロス劇をひとまとめにして上演する必要があった。現在まで三つの悲劇がこの形で残っているのは、アイスキュロスのオレステイア三部作のみである。
いずれにしても、題材はギリシア神話やそれに類するものから取られる。聴衆は参加した悲劇詩人のうちで誰のものが最も優れていたかを投票し、優勝者を決めていた。

## 人物・作品

### 起源
紀元前6世紀の人物テスピスが悲劇の創始者であると言われる（また、自ら俳優として舞台に立った最初の人物とも言われる）。彼の作品で現存しているものはない。

### 三大悲劇詩人
最も有名な悲劇詩人は、三大悲劇詩人として知られているアテナイのアイスキュロス、ソポクレス、エウリピデスである。プラトンも最初は悲劇詩人を目指していた。古代ギリシアの喜劇詩人アリストパネスは、その作品「蛙」の中で三大詩人の批評をやって見せている。

### 現存作品
ギリシア悲劇のほとんどは散逸しており、現存するのは
- アイスキュロスの作品中、7篇
- ソポクレスの作品中、7篇
- エウリピデスの作品中、18篇（+サテュロス劇『キュクロプス』1篇）

等のみである。

### 分類
この現存作品32篇（+1篇）を、内容ごとに分類すると、以下のようになる。
- トロイア圏・アガメムノーン・オデュッセウス関連 --- 15篇（+1篇）
  - オレステイア
    - アガメムノーン
    - 供養する女たち
    - 慈しみの女神たち

  - アイアース
  - エレクトラ（ソポクレス）
  - ピロクテテス
  - アンドロマケ
  - ヘカベ
  - トロイアの女
  - エレクトラ（エウリピデス）
  - タウリケのイピゲネイア
  - ヘレネ
  - オレステス
  - アウリスのイピゲネイア
  - レソス
  - （キュクロプス（サテュロス劇））
- テーバイ圏・オイディプース関連 --- 7篇
  - テーバイ攻めの七将
  - アンティゴネ
  - オイディプス王
  - コロノスのオイディプス
  - 救いを求める女たち（エウリピデス）
  - フェニキアの女たち
  - バッコスの信女
- ヘラクレス関連 --- 4篇
  - トラキスの女たち
  - アルケスティス
  - ヘラクレスの子供たち
  - ヘラクレス
- その他 --- 6篇
  - ペルシア人
  - 救いを求める女たち（アイスキュロス）
  - 縛られたプロメテウス
  - メデイア
  - ヒッポリュトス
  - イオン

## 演劇形態
悲劇は仮面をつけた俳優と舞踊合唱隊（コロス）の掛け合いによって進行する。コロスの登場する舞台をオルケストラといい、劇場は円形のオルケストラを底とする、すり鉢状の形を取った。現存する最も整ったギリシアの劇場の遺構はエピダウロスに見られる。当初、劇はコロスのみで進行していたが、前述のテスピスが俳優を導入し、その後アイスキュロスが2人に増やした。これによってドラマチックな演出が可能となり、舞台芸能として大きく進歩したと言われる。さらに、エウリピデスがもう1人増やして3人となった。
形式として前口上「プロロゴス(prologos)」、コロスの入場歌「パロドス(parodos)」、歌舞に挿まれる演劇「エペイソディオン(epeisodia)」、コロスの歌舞「スタシモン(stasimon)」、劇の終結「エクソドス(exodus)」、コロスと俳優の嘆きの歌「コンモス(kommos)」という場面転換があるが、厳密には分けられない作品もある。コロスの歌の部分には旋舞歌「ストロペー」、対旋舞歌「アンティストロペー」が一対となる詩節が幾度か交わされ、結びの歌「エポードス」を添えるのが一般的な形式となる。
但し、ここで言うところの俳優とは台詞のある役を演ずる者のことである。実際には「黙役（だんまり役）」と言う台詞の無い役を演ずる俳優がそれ以外に登場することがある。また、当時既に子役俳優も存在したが、やはり「黙役」である。子供の役であっても台詞がある場合には大人の俳優がそれを演じる。

## 学問
古代における悲劇論では、アリストテレスの『詩学』が、根本文献である。
近代でギリシア悲劇の成立について記した文献に、フリードリヒ・ニーチェの初期代表作『音楽の精髄からの悲劇の誕生 （悲劇の誕生）』があるが、ニーチェ自身の思想表明が多大で、文献学研究的には、発刊当時も今日もほぼ支持されていない。
イギリスの古典学者、ジェーン・エレン・ハリスンの主著に『古代芸術と祭式』がある。

## 日本語訳
- 『ギリシア悲劇全集』 全13巻 岩波書店 1990年-1992年
- 『ギリシア悲劇』 全4巻 筑摩書房（ちくま文庫） 1985年-1986年
- 『ギリシア悲劇全集』 全4巻 人文書院 1960年
- 『ギリシャ悲劇全集』 全4巻 鼎出版会 1977年-1979年
- 『ソポクレース 希臘悲壯劇』 理想社 1941年
- 『アイスキュロス 悲壯劇』 生活社 1943年
- 『エウリーピデース 希臘悲壯劇』[7] 世界文学社 1949年[8]
- 『古典劇大系 第一卷・希臘篇(1)』 近代社 1925年[9]
- 『古典劇大系 第二卷・希臘篇(2)』 近代社 1925年[10]
- 『世界戯曲全集 第一卷・希臘篇』 近代社[11] 1927年[12]
- 『世界文學体系 2 ギリシア・ローマ古典劇集[13]』 筑摩書房 1959年[14]
- 『ギリシア劇集』 新潮社 1963年[15]
- 『世界古典文学全集 8 アイスキュロス・ソポクレス』 筑摩書房 1964年
- 『世界古典文学全集 9 エウリピデス』 筑摩書房 1964年